# Tránsito (astronomía)

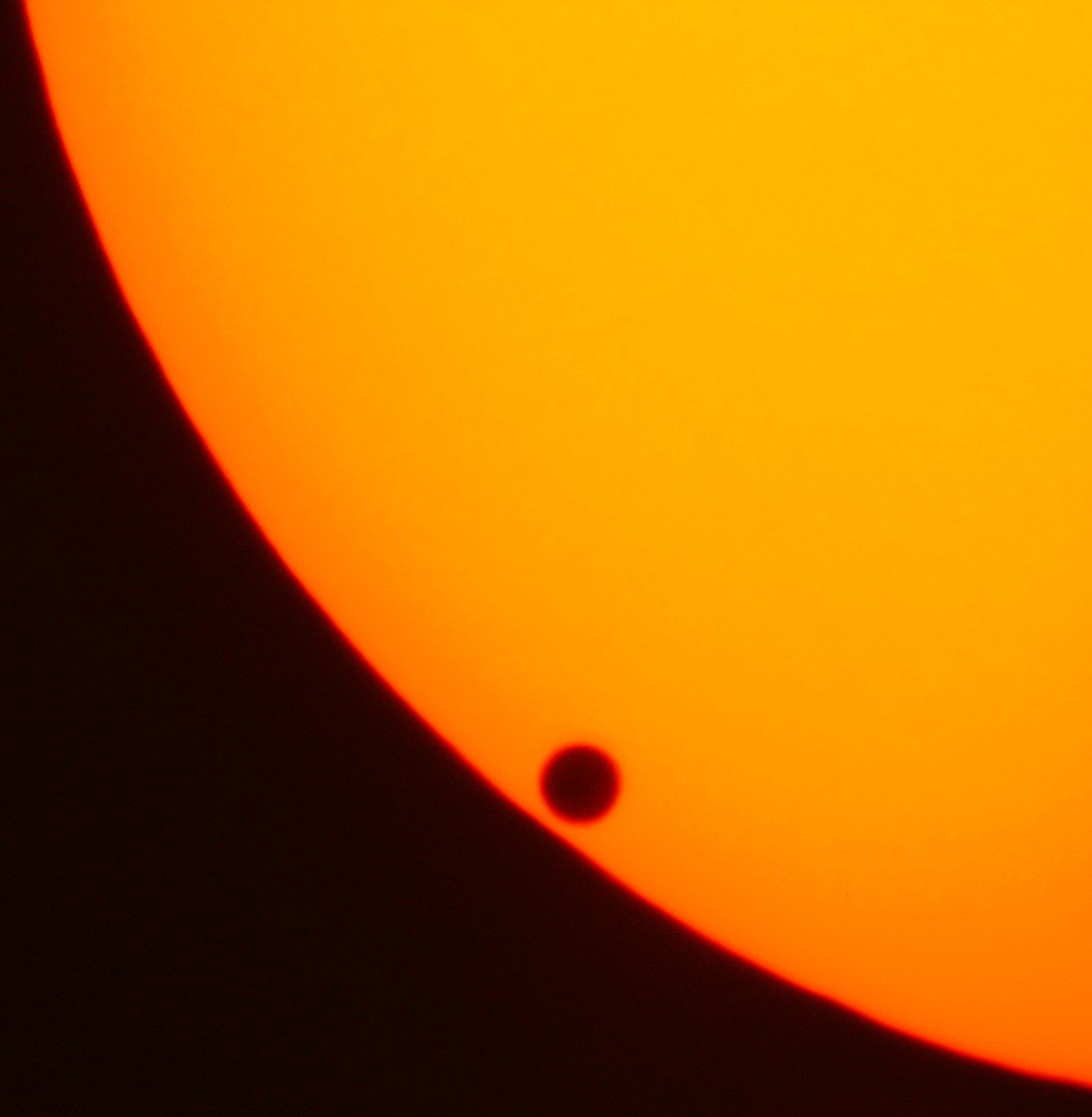
Tránsito de Venus delante del Sol (8 de junio de 2004).

Esquema de una estrella binaria eclipsante, mostrando la curva de luz observada que producen los tránsitos del componente menor.

El tránsito astronómico es un fenómeno durante el cual un astro pasa por delante de otro más grande, bloqueando en cierta medida su visión. El tipo de tránsito más conocido, por su espectacularidad, es el eclipse solar, en el que es la Luna la que cubre la vista del Sol.
Los llamados tránsitos planetarios son los que suceden entre un planeta del sistema solar y el Sol. Desde la Tierra son visibles los de aquellos planetas que nos preceden (planetas interiores), es decir, Mercurio y Venus. Estos tránsitos son de extrema importancia ya que han ayudado a calcular las dimensiones del sistema solar, entre ellas la unidad astronómica. El primer astrónomo que se dio cuenta de las posibilidades de estas observaciones fue Edmund Halley (1656-1742).
También los satélites efectúan tránsitos sobre el disco del planeta. Son muy conocidos los tránsitos de los satélites de Júpiter sobre el disco del planeta, o de sus sombras. Aparte de los satélites galileanos, solo la sombra de Titán es lo suficientemente grande para ser observada sobre la superficie de Saturno por la mayor parte de los telescopios.
En agosto de 2006 un grupo de científicos de Estados Unidos logró realizar una imagen compuesta en tres longitudes de onda del infrarrojo cercano, con la cámara avanzada ACS del telescopio espacial Hubble, de un tránsito del satélite de Urano Ariel, que pasa junto con su sombra por el disco de Urano, por encima de las verde-azuladas nubes altas de Urano. Este tránsito de un satélite atravesando la esfera de Urano, y su sombra acompañándolo, jamás se había visto antes y se produce cada 48 años.

## Búsqueda de planetas extrasolares
El método del tránsito es el más empleado actualmente en la búsqueda de planetas extrasolares. Las misiones Corot (2006) de la ESA, y Kepler (2009) de la NASA, han puesto en órbita satélites con sensores fotométricos del tipo CCD extremadamente sensibles, con los que se espera averiguar el número de planetas existentes en la galaxia, así como encontrar planetas del tamaño y órbita de la Tierra para finales de 2012.